# Corcoran (Minnesota)
Corcoran é uma cidade localizada no estado americano do Minnesota, no Condado de Hennepin.

## Demografia
Segundo o censo americano de 2000, a sua população era de 5630 habitantes.
Em 2006, foi estimada uma população de 5692, um aumento de 62 (1.1%).

## Geografia
De acordo com o United States Census Bureau tem uma área de 93,0 km², dos quais 92,6 km² cobertos por terra e 0,4 km² cobertos por água.

## Localidades na vizinhança
O diagrama seguinte representa as localidades num raio de 12 km ao redor de Corcoran.